# گرمابه خان
گرمابه خان مربوط به دوره قاجار است و در قزوین، خیابان امام، جنب مدرسه ملاوردیخان واقع شده و این اثر در تاریخ ۱۱ مرداد ۱۳۸۴ با شمارهٔ ثبت ۱۲۶۲۰ به‌عنوان یکی از آثار ملی ایران به ثبت رسیده است.